# Soundpainting
Das Soundpainting ist eine Technik des improvisierenden Komponierens, die seit 1974 vom New Yorker Komponisten Walter Thompson entwickelt wurde. Der Komponist dirigiert dabei Musiker und Künstler der Darstellenden Künste wie Tänzer und Schauspieler über eine Zeichensprache, die heute mehr als 1200 Zeichen enthält. Die Komposition entsteht durch die Ausführung und individuelle Interpretation der Zeichen durch die involvierten Künstler.

## Die Geschichte des Soundpaintings
Bereits Sun Ra nutzte zum Dirigieren freier Passagen seines Arkestra einige Zeichen; das beeindruckte Butch Morris, der ein erstes System von Zeichen und Gesten zum Dirigieren entwickelte. Unabhängig davon arbeitete auch Frank Zappa mit einer Zeichensprache.
Walter Thompson erhielt nach seinem Studium am Berklee College of Music ein Stipendium der National Endowment for the Arts um Komposition bei Anthony Braxton zu studieren. Gleichzeitig studierte er auch Improvisationstanz bei Ruth Ingalls. Aus den Teilnehmern diverser Jam-Sessions, die er organisierte, formte Thompson ein Large Ensemble, das sich mit Improvisation in verschiedenster Hinsicht beschäftigte. Mit diesem Ensemble begann er seine Technik des Soundpaintings zu entwickeln. Erste Zeichen waren sehr rudimentär; zum Beispiel stellten sie einen langen Ton dar, oder eine Improvisation mit vielen kurzen Tönen.
1980 zog Thompson nach New York City und gründete 1984 das Walter Thompson Orchestra (zunächst als The Walter Thompson BigBand). Auch mit dieser Formation kommunizierte er während Konzerten per Zeichensprache. Während der nächsten zehn Jahre entwickelte er eine umfangreiche Zeichensprache für kreative Konzertaufführungen. In den 1990er Jahren begann er, in seine mit Handzeichen geleiteten Darbietungen auch Künstler anderer Sparten miteinzubeziehen, so zum Beispiel Schauspieler, Tänzer, Dichter und bildende Künstler.
Ende der 1990er Jahre leitete Thompson im Rahmen eines Workshops der Konferenz der International Association of Schools of Jazz in Santiago de Compostela zum ersten Mal ein Orchester in Europa. Darauf erhielt er zahlreiche Einladungen an verschiedenen Musikhochschulen in ganz Europa, um seine mit Zeichen geleiteten Improvisationen im Rahmen der dortigen Hochschulausbildung zu vermitteln.
2013 wurde die International Soundpainting Federation (ISF) in Lyon (Frankreich) zusammen mit dem Soundpainting Festival in Paris gegründet.

## Analyse
Der „Soundpainter“ (der Komponist) steht üblicherweise vor der Gruppe und kommuniziert per Zeichensprache mit den ausführenden Künstlern. Dazu benutzt er Hände, aber auch andere Teile seines Körpers. Die Zeichen können einerseits auf ein ganz bestimmtes Material hinweisen, welches gespielt werden soll, andererseits gibt es auch Zeichen, die eher vage Vorgaben an den Auszuführenden stellen. Der Sountpainter entwickelt so seine Komposition, indem er dem Ensemble mit einem oder mehreren Zeichen seine Idee anzeigt und danach mit weiteren Handzeichen auf die Ausführung der Gruppe reagiert oder zusätzliche Anweisungen gibt. So entwickelt er die Komposition, die er aufführen möchte, live auf der Bühne.
Da eine beträchtliche Anzahl der Handzeichen nicht abschließend bestimmen, was der Künstler auszuführen hat, liegt die Umsetzung oftmals in dessen persönlicher Interpretation des Zeichens. So ist Soundpainting immer ein Dialog zwischen der Gruppe und dem Dirigenten, der einerseits die Komposition als ganzes im Überblick haben muss, jedoch stets darauf reagieren muss, was in genau diesem Moment geschieht.
Die Zeichen des Soundpaintings legen innerhalb der Darbietung die Parameter wer, was, wie und wann fest. Es existieren verschiedenste Typen von Zeichen, einigen liegt konkretes Notenmaterial zu Grunde, welches vorher vereinbart wurde, andere beziehen sich auf gewisse Stile, aleatorische Konzepte, Improvisationen, Instrumentation aber auch Position auf der Bühne, Kostüme und weitere.

## Die Struktur des Soundpaintings
Die Technik des Soundpaintings verwendet zwei Kategorien von Zeichen: Formende und funktionale Gesten. Formende, beschreibende Gesten legen fest, welches Material verwendet werden soll, und wie dieses ausgeführt werden soll. Funktionale Gesten geben an, wer spielen, und wann derjenige beginnen soll.
Wer, was, wie und wann sind die grundlegenden Parameter, die beim Soundpainting bestimmt werden, und bilden dessen Syntax. Eine weitere Unterteilung der Zeichen findet statt, indem sie in folgende Unterkategorien aufgeteilt werden: Personal, Inhalt, Regler, Start, Modi und Paletten.
- „Personal“ gehört der funktionalen Kategorie an und enthält „wer“-Gesten. Einige Beispiele sind: Ganze Gruppe, Rest der Gruppe, Holzbläser, Blechbläser, Schauspieler, Tänzer, Gruppe 1.
- „Inhalt“ gehört der formenden Kategorie mit „was“-Gesten an. Beispiele sind: minimalistisches oder pointilistisches Spiel, lange Töne, eine bestimmte Skala.
- „Regler“ gehören zur formenden Kategorie und bestimmen das „wie“. Sie steuern beispielsweise Lautstärke (über die Weite der Bewegung) und Tempo.
- „Start“ enthält funktionale „wann“-Gesten. Sie legen fest, wann jemand beginnen oder stoppen soll.
- „Modi“ sind „wie“-Gesten der formenden Kategorie und steuern die Art und Weise der Ausführung. Beispiele sind: Scanning, Point to Point, Play can’t Play, Shapeline, Launch Mode.
- „Paletten“ gehören zur formenden Kategorie und sind „was“-Gesten, sie rufen zuvor einstudiertes Material ab.

## Bekannte Soundpainting-Ensembles
| Name                                    | Land                   | Stadt            | Jahr | Interpreten | Musik | Tanz | Theater | Künstlerische Leitung           |
| --------------------------------------- | ---------------------- | ---------------- | ---- | ----------- | ----- | ---- | ------- | ------------------------------- |
| Amalgammes                              | Frankreich             | Paris            | 2005 | 31          | x     | x    | x       | Christophe Mangou               |
| BalBaZar                                | Frankreich             | Paris            | 2003 | 16          | x     | -    | -       | Deniz Fisek                     |
| Batik Soundpainting Orchestra           | Frankreich             | Clermont-Ferrand | 2009 | 20          | x     | x    | x       | Éric Chapelle                   |
| Berlin Soundpainting Orchestra          | Deutschland            | Berlin           | 2011 | 15          | x     | -    | -       | Hada Benedito                   |
| Le CuBe                                 | Frankreich             | Orléans          | 2011 | 10          | x     | x    | x       | Yann Kaddachi                   |
| Fischermanns Orchestra                  | Schweiz                | Luzern           | 2007 | 12          | x     | -    | -       | Simon Petermann                 |
| Helsinki Soundpainting Ensemble         | Finnland               | Helsinki         | 2007 | 10          | x     | -    | -       | Sonja Korkman                   |
| KLANGFARBEN ensemble                    | Frankreich             | Paris            | 2010 | 13-16       | x     | x    | x       | François Cotinaud               |
| London Soundpainting Orchestra          | Vereinigtes Königreich | London           | 2010 | 40          | x     | x    | -       | Diego Ghymers (1974–2015).      |
| Matters                                 | Belgien                | Saint-Gilles     | 2009 | 34          | x     | -    | -       | Augustin de Bellefroid          |
| SooL : Soundpainting Orchestra of Lille | Frankreich             | Lille            | 2013 | 10          | x     | -    | -       | Pierre Yves Langlois            |
| Le SPANG!                               | Frankreich             | Lyon             | 2009 | 22          | x     | x    | x       | Benjamin NID                    |
| SPIO Soundpainting Italian Orchestra    | Italien                | Mailand          | 2005 | 11          | x     | -    | -       | Carlo Virzi                     |
| Le SPOUMJ                               | Frankreich             | Paris            | 2005 | 15          | x     | x    | x       | François Jeanneau               |
| TSO Tours Soundpainting Orchestra       | Frankreich             | Tours            | 2006 | 12-23       | x     | x    | x       | Angélique Cormier               |
| Vienna Improvisers Orchestra            | Österreich             | Wien             | 2004 | 8-20        | x     | -    | -       | Michael Fischer                 |
| WTO Walter Thompson Orchestra           | USA                    | New York         | 1984 | 8-25        | x     | x    | x       | Walter Thompson                 |
| Polli Morph                             | Deutschland            | Leipzig          | 2023 | 8           | x     | -    | -       | Tillmann Kranz, Antonia Brändle |

## Festivals
- Soundpainting Festival: Dieses Festival, das vom Verein Jazz Bank organisiert wird, fand seit 2013 mehrere Jahre in Frankreich statt (hauptsächlich in Paris).

## Aufnahmen und Filme
- Deconstructing Haydn / Modern Chamber Orchestra mit Gil Selinger (cello) und Walter Thompson (soundpainter) / Concerto in C majeur – (CD 2001–2002 Novodisc Recordings Ltd. NY)
- François Cotinaud: Klangfarben Ensemble Monolog von Schönberg und Variations sur une collection de timbres. Film von Patrick Morel. (CD-DVD 2012 Ayler Records / Musivi – Frankreich)
- Fischermanns Orchestra: Conducting Sessions (CD 2012 Unit Records)
- François Cotinaud und Benjamin de la Fuente, ensemble Multilaterale: Mosaïques. Film von Jérémie Schellaert. (CD-DVD 2017 – Soundpainting Collection / Musivi – Frankreich)